# Květen 2025
Toto je archivovaný článek z portálu Aktuality.
3. května – sobota
 Australská strana práce vedená premiérem Anthonym Albanesem získala většinu hlasů v australských federálních volbách. 
5. května – pondělí
 Společnost Microsoft ukončila provoz aplikace Skype, jejíž provoz nahradila služba Microsoft Teams. 
 Ukrajinský prezident Volodymyr Zelenskyj přicestoval do Prahy na státní návštěvu. 
 Nikaragua oznámila, že vystupuje z Organizace OSN pro vzdělání, vědu a kulturu. 
6. května – úterý
 Německý spolkový sněm na druhý pokus zvolil Friedricha Merze novým německým kancléřem. 
 Rada České televize odhlasovala odvolání generálního ředitele Jana Součka. 
7. května – středa
 Indie provedla raketový útok na Pákistán jako reakci na nedávný teroristický čin v Kašmíru. Pákistán v odvetě sestřelil několik indických stíhaček. 
8. května – čtvrtek
 Konkláve, jehož se zúčastnilo 133 kardinálů s právem volby, zvolilo 267. papežem katolické církve Roberta Francise Prevosta, jenž přijal jméno Lev XIV. 
10. května – pátek
 Do Indického oceánu dopadla sovětská sonda Kosmos 482, která byla v roce 1972 neúspěšně vypuštěna za účelem výzkumu Venuše. 
15. května – čtvrtek
 Ve stanici moskevského metra Taganskaja byl znovuinstalován skupinový basreliéf, v jehož čele stojí Josif Vissarionovič Stalin. 
16. května – pátek
 Hlavní prokurátor Mezinárodního trestního soudu Karim Khan odstoupil dočasně ze své funkce kvůli podezření ze sexuálních deliktů. 
18. května – neděle
 V opakovaných volbách byl rumunským prezidentem zvolen Nicușor Dan. 
 Z prvního kola polských prezidentských voleb postoupili do kola druhého, očekávaného 1. června, vládní kandidát Rafał Trzaskowski a opoziční Karol Nawrocki. 
 Rakouský zpěvák JJ ve švýcarské Basileji vyhrál 69. ročník soutěže Eurovision Song Contest s písní „Wasted Love“. 
20. května – úterý
 Maďarský parlament schválil vystoupení země z Mezinárodního trestního soudu. 
21. května – středa
 Při slavnostním spouštění nového severokorejského torpédoborce na vodu za účasti vůdce Kim Čong-una v přístavu Čchongdžin došlo k vážné nehodě. 
22. května – čtvrtek
 Britský soud zablokoval předání Čagoských ostrovů Mauriciu, k němuž se zavázala vláda. 
23. května – pátek
 Při útoku nožem na hlavním nádraží v Hamburku utrpělo zranění 18 lidí a policie zadržela 39letou Němku podezřelou z útoku. 
25. května – neděle
 Vítězem mistrovství světa v ledním hokeji se stali hráči USA, kteří ve finále porazili Švýcarsko. Třetí skončil celek Švédska, který zvítězil nad svým spolupořadatelem šampionátu Dánskem. 
30. května – pátek
 Ministr spravedlnost Pavel Blažek (ODS) oznámil, že se kvůli kauze s přijetím bitcoinů za miliardu korun od odsouzeného překupníka drog rozhodl podat demisi. 